# Tövishangyaformák

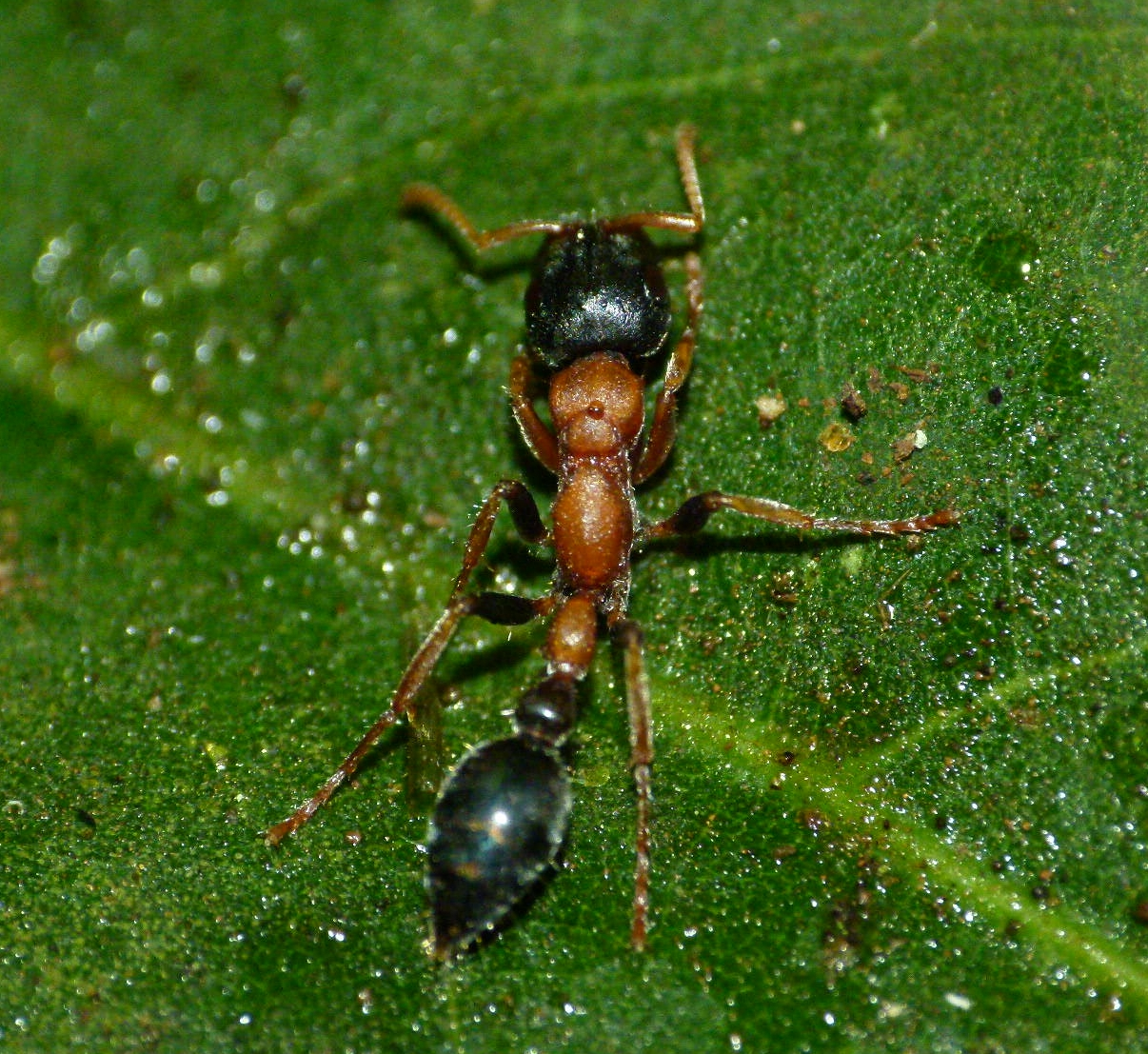
Orsóhangya (Tetraponera sp.)

A tövishangyaformák (Pseudomyrmecinae) a hártyásszárnyúak rendjében a (Hymenoptera) fullánkosdarázs-alkatúak (Apocrita) alrendjébe sorolt hangyák (Formicidae) családjának egyik kis alcsaládja összesen három nemmel.

## Származásuk, elterjedésük
Magyarországon egy faja sem fordul elő.

## Ismertebb fajok
A Magyarországon ismertebb fajok:
- bambuszlakó orsóhangya (Tetraponera binghami)
- fekete orsóhangya (Tetraponera nigra)
- kenyai orsóhangya (Tetraponera penzigi)
- vörös-fekete orsóhangya (Tetraponera rufonigra)

- vörös tövishangya (Pseudomyrmex ferrugineus)

- karcsú tövishangya (Pseudomyrmex gracilis)